# نظرية الجذور الحرة والتشيخ
نظرية الجذور الحرة والتشيخ free radical theory of aging هذه النظرية تقول أن تشيخ الكائن الحي يحدث بسبب أن الخلايا تجمع جذورا حرة مفسدة مع الوقت. . الجذر الحر هو أي ذرة أو جزيء يكون فيها إلكترون واحد غير مقترن بإلكترون آخر في الغلاف الخارجي.، فبينما توجد جذور حرة قليلة مثل ميلانين وليست نشطة التفاعل، فإن معظم الجذور الحرة البيولوجية ذات تفاعلية عالية. .
معظم التكوينات البيولوجية (الحيوية) يحدث فيها تلف بسبب جذور حرة تكون مقترنة بـ إجهاد تأكسدي. مضادات التأكسد هي مواد اختزال وتحد من التضرر البيولوجي عن طريق تخميل الجذور الحرة.
إن نظرية الجذور الحرة كانت في البدء تأخذ في حسبانها جذور حرة مثل فوق الأكاسيد (O2−), ثم توسعت للأخذ في الاعتبار التضرر التأكسدي من أنواع أخرى من الأكسجين النشط مثل فوق أكسيد الهيدروجين (H2O2), أو البيروكسي نتريت peroxynitrite (OONO−).
صاغ «دنهام هارمان» نظرية الجذور الحرة والتشيخ في الخمسينيات من القرن الماضي  وفي السبعينيات امتد التفكير في أنواع من الأكسجين النشطة تنتجها المتقدرات. في بعض الكائنات مثل الخميرة ودروسوفيلا (ذبابة الفاكهة) تشير الاختبارات إلى أن تقليل التضرر التأكسدي يمكن أن يطيل العمر. ولكن في الفئران فإن واحد من 18 تغيير من نوع (SOD-1 deletion) تبطل عمل مضادات الأكسدة وعملت على تقصير العمر.
بالمثل في حالة الديدان الأسطوانية من نوع Caenorhabditis elegans ، أدى تخميل إنتاج مضاد التأكسد الطبيعي superoxide dismutase إلى تأثير بإطالة العمر.
. لا زالت التساؤلات مفتوحة عما إذا كان خفض التضرر التأكسدي إلى أقل من المستوى الطبيعي كافيا لإطالة العمر.

## خلفية
عاملان رئيسيان وجّها اهتمام «هيرمان» إلى نظريته:
- 1) نظرية معدل الحياة التي تقول أن طول العمر هو دالة عكسية لمعدل الأيض، وهذا بدوره يتزايد بتزايد أستهلاك الأكسجين،

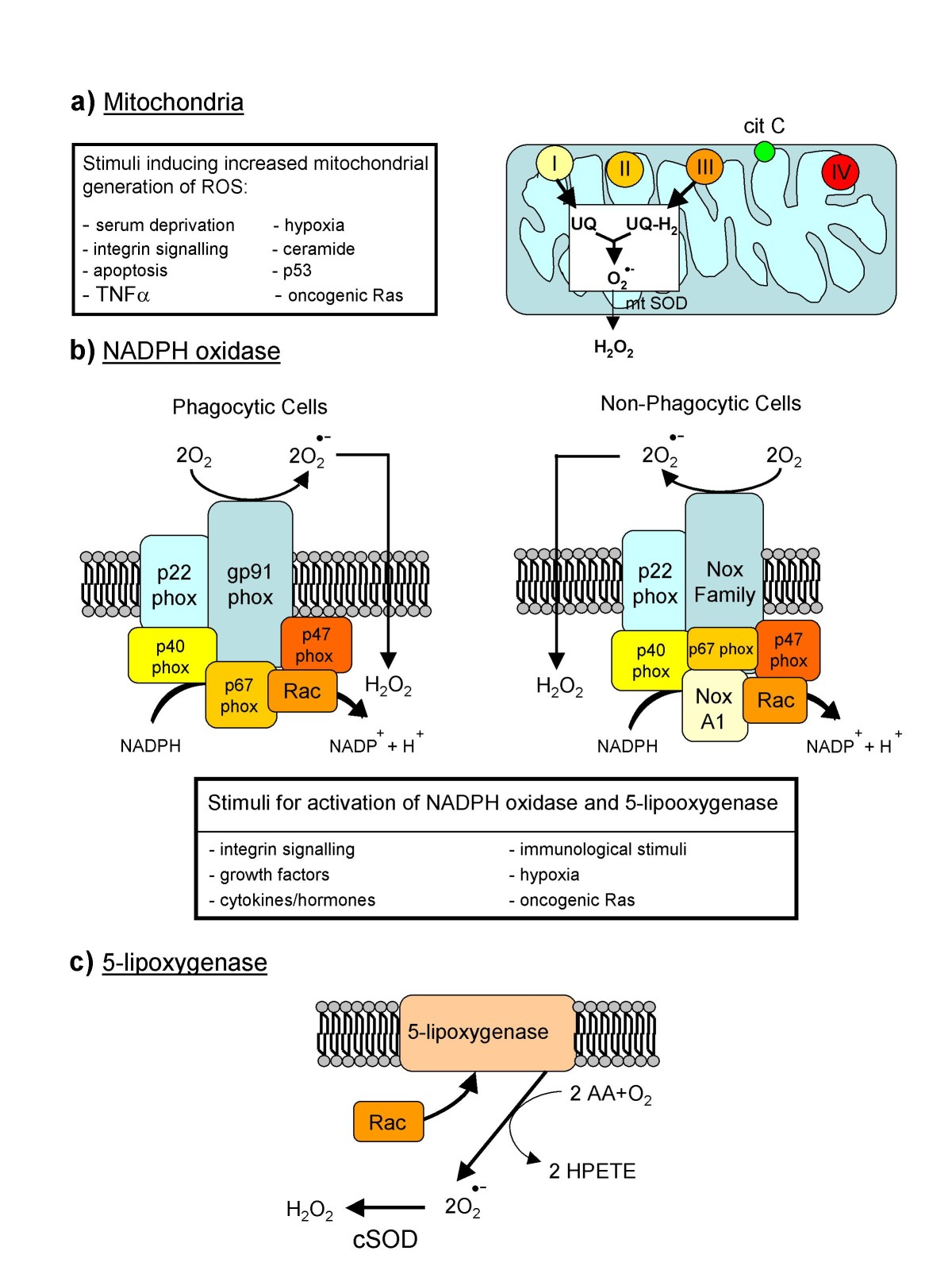
أهم مصادر أنواع الأكسجين النشط في الكائنات الحية ، تنشأ في المتقدرات.

- 2) مشاهدات الباحثة «ريبيكا غيرشهام» أن تسممية الأكسجين في الضغوط العالية وتسممية الإشعاع ربما يمكن تفسيرهما بظاهرة الجذور الحرة.[10][11] N

وبملاحظة أن التعرض للأشعة المؤينة تسبب «طفرات وسرطان وشيخوخة»؛ هذا ما دعى «هيرمان» إلى الاعتقاد في أن جذور الأكسجين الحرة التي تنتج خلال التنفس الطبيعي قد تتسبب في تراكم أضرار قد تعرض أعضاء الجسم لفقد وظيفتها، وبالتالي تؤدي في النهاية إلى الموت.
في السنوات التي تبعت ذلك، امتدت نظرية الجذور الحرة لكي تشمل ليس فقط مسألة «التشيخ» وإنما أيضا الأمراض المتعلقة بالشيخوخة.
واقترن ضرر الجذور الحرة في الخلايا بأنواع من الأمراض منها السرطان، والتهاب المفاصل، والتصلب العصيدي، ومرض آلزهايمر، والسكري.
كما تشير بعض البحوث إلى أن الجذور الحرة وبعض أنواع النتروجين النشيط يمكن أن تبدأ وتزيد من آلية موت الخلايا في الجسم، مثل الاستماتة وفي بعض الحالات المستعصية النخر.
في عام 1972 قام «هيرمان» بتحسين نظريته الأولى إلى ما يعرف «بنظرية المتقدرات للتشيخ». وطبقا للفهم الحديث لها فإن تلك النظرية تنادي بأن أنواع من الأكسجين النشط تنشأ في المتقدرات، وتعمل على الإضرار ببعض جزيئات المتقدرة ومن ضمنها الليبيدات، والبروتينات وعلى الأخص دنا المتقدرة. تلك الإتلافات تسبب طفرات مما تزيد من إنتاج بعض أنواع الأكسجين النشط، وتسّرع تراكم الجذور الحرة في الخلايا. تلك النظرية المتعلقة بدور المتقدرات أصبحت تلاقي رضاءا كبيرا في الأوساط الطبية، على أنها قد تلعب دورا مؤثرا لعملية التشيخ. ومنذ نظرية هيرمات الأولى عن دور الجذور الحرة في التشيخ أدخلت عليها تعديلات وتحسينات حسب خبرات تلت.
من جهة أخرى، إن تعاطي الطعام بمقادير أقل تعني خفض للإجهاد التأكسدي للخلايا مما يقلل أيضا من كمية الجذور الحرة في الجسم، وبالتالي ضرر أقل للخلايا. وحقيقة، أن خفض عدد السعرات التي تتناولها بعض الكائنات التي تـُجرى عليها تجارب معملية تبين إطالة ملحوظة في العمر. وقد أدى إمداد بعض حيوانات التجارب بمركبات مضادة للتأكسد إلى إطالة في متوسط أعمارها، وهذا عندما تـُعطى تلك المواد لها مبكرا من عمرها. ولكن لم يحدث إطالة في الحد الأقصى للأعمار.

## وصلات خارجية
- أنواع ومصادر الجذور الحرة، وتفاعلاتها الخطرة
- الجذور الحرة والأمراض البشرية

## اقرأ أيضا
- متقدرة
- سلسلة تنفس الخلية